# Cuarto del Conde-duque de Olivares

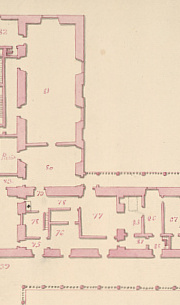
Vista aproximada del cuarto en una copia del Plano de Gómez de Mora en la zona inferior de la imagen se ve el patio de la Reina.

El cuarto del Conde-Duque de Olivares en el Real Alcázar de Madrid es el nombre bajo el que se conoce el conjunto de estancias ocupadas por este valido de Felipe IV en esa residencia real.

## Historia
El inicio de este cuarto se encuentra en el comienzo del total valimiento de Olivares en octubre de 1622, tras la muerte de su tío Baltasar de Zúñiga. Este último tenía un cuarto en el alcázar, en el piso bajo de su crujía este.
En contraposición con el apartamento de su tío, el cuarto de Olivares tenía un carácter más austero, destacándose por su riqueza únicamente la galería.

Según cita Barbeito, en esta galería trabajaba el conde-duque normalmente, como lo demuestra el hecho de que al morir su hija única (julio de 1626) el cardenal Barberini, legado pontificio en Madrid para el bautismo fue a dar el pésame al Conde-Duque, según Cassiano dal Pozzo (miembro del séquito de Barberini):
[El Conde-Duque] se encontraba en una estancia alargada que era más bien sala, al fondo de la cual estaba despachando negocios con el secretario Carnero.
Tras esta muerte, a finales de 1626 el Conde-Duque mandaría comenzar las obras para convertir su aposento retirado (situado en el espacio más al norte, al oeste de su galería) en oratorio.    

## Descripción
Las habitaciones se situaban en la zona noreste del piso principal del Real Alcázar. En concreto se localizaban en la mitad oeste de la crujía al norte del Patio de la Reina, y en el lado oriental de la crujía que continuaba hacia el norte la crujía central del alcázar (y que separaba los patios del Rey y de la Reina, y contenía la escalera principal y la capilla en el piso alto, así como la sacristía-relicario en el piso bajo).
De acuerdo con la descripción que acompaña el Plano de Gómez de Mora, realizado por este arquitecto en 1626, el cuarto del Conde-Duque se componía de las siguientes piezas (de este a oeste, y después de sur a norte):
1. Saleta
2. Dormitorio
3. Despacho de visitas
4. Galería, era de grandes dimensiones y estaba decorada con un zócalo de azulejos. Además, contaba con estanterías para los secretarios de Olivares
5. Aposento retirado (desde finales de 1626, convertido en oratorio). Este oratorio contaba con una sacristía, así como con dos muebles uno para guardar la plata encargado al escultor Antonio de Herrera y un sitial para guardar libros.

En el piso inmediatamente inferior al cuarto del Conde-Duque se disponía el conocido como cuarto bajo o cuarto de verano del Rey. También a los pies de este cuarto, se encontraba la plaza de la Priora y el juego de la pelota. El conde-duque contó en su cuarto o en las cercanías de este con jaulas en que mantenía aves (incluyendo las palomas de su preferencia). Una de estas jaulas llegó a estar decorada por el pintor Angelo Nardi.

### Individuales
1. ↑  Ponce de León, Pedro (2013). La Arquitectura del Palacio-Monasterio de Loeches. El sueño olvidado de un valido; la emulación de un Real Retiro (Tesis de doctor). Universidad Politécnica de Madrid. p. 40.
2. ↑  Citado en Barbeito Díez, 2010, p. 68